# Ácido galacturónico
O Ácido galacturônico é um substrato proveniente da oxidação no carbono 6 da galactose.